# Diostea
Diostea é um género botânico pertencente à família Verbenaceae.